# Chanintorn Pohirun
Chanintorn Pohirun (thailändisch ชนินทร์ธร โพธิ์หิรัญ, * 1. Juni 1990) ist ein thailändischer Fußballspieler.

## Karriere
Chanintorn Pohirun spielte 2018 bei PT Prachuap FC. Wo er vorher gespielt hat, ist unbekannt. Der Verein aus Prachuap, einer Stadt in der gleichnamigen Provinz Prachuap, spielte in der ersten Liga des Landes, der Thai League. Für PT absolvierte er vier Erstligaspiele. 2019 wechselte er zum Zweitligisten Lampang FC nach Lampang. Für Lampang spielte er die Hinrunde der Saison 2019. Zur Rückrunde ging er zum Ligakonkurrenten Police Tero FC nach Bangkok. Mit Police wurde er Vizemeister der zweiten Liga und stieg in die erste Liga auf. Nach dem Aufstieg verließ er Police. 2020 nahm ihn der ebenfalls in Bangkok beheimatete Zweitligist Kasetsart FC unter Vertrag. Für den Hauptstadtverein stand er viermal in der zweiten Liga auf dem Spielfeld. Ende Dezember 2020 wechselte er zum Ligakonkurrenten MOF Customs United FC. Hier stand er bis Saisonende unter Vertrag. Zu Beginn der Saison 2021/22 unterschrieb er einen Vertrag beim Drittligisten MH Khon Surat City FC. Mit dem Verein aus Surat Thani spielte er in der dritten Liga. Hier trat MH in der Southern Region an. Nach einer Spielzeit wechselte er zum Ligarivalen MH Nakhonsi City FC.

## Erfolge
Police Tero FC
- Thailändischer Zweitligavizemeister: 2019  ▲